# Letopisy mistra Jena
Letopisy mistra Jena (čínsky v českém přepisu Jen c’ čchun-čchiou, pchin-jinem Yàn zǐ chūnqiū, znaky 晏子春秋) je čínská historická kniha ze 4. století př. n. l. obsahující řeči, promluvy a dialogy čínského politika Jen Jinga.

## Kniha
Kniha je souborem napomenutí, varování a promluv Jen Jinga († 500 př. n. l.). Jen Jing se proslavil svou skromností, čestností, zdvořilostí a bystrým úsudkem jako dlouholetý rádce tří panovníků státu Čchi, vévodů Linga (靈), Čuanga (莊) a Ťinga (景). Dílo předvádí Jen Jinga jako ukázkového rádce, neváhajícího uvádět panovníky na správnou cestu.
Kniha sestává z 215 příběhů, anekdot a promluv seskupených do 8 kapitol. Kapitoly jsou seřazeny podle obsahu – první dvě obsahují napomenutí a varování, další dvě odpovědi na otázky panovníků, ve zbývajících čtyřech jsou Jen Jingovy promluvy. Tematika díla je blízká Promluvám ze států.
Tradičně byl za autora díla považován Jen Jing, který byl rádcem postupně tří panovníků státu Čchi. Kniha však pochází z pozdější doby, snad ze 4. století př. n. l. Definitivní podobu ji dal chanský učenec Liou Siang (劉向, 77–6 př. n. l.). Letopisy mistra Jena byly zastíněny jinými historickými pracemi, nejstarší komentáře (Su Jüův a Čang Čchun-iův) proto pocházejí až z éry dynastie Čching.